# Ostrovul Limba

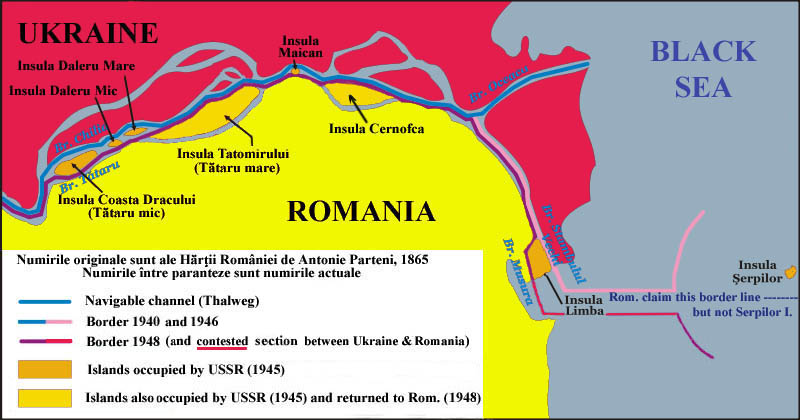
Insulele şi frontiera (violet) foste în litigiu între România şi Ucraina: ostrovul Limba este situat la gurile braţului Chilia

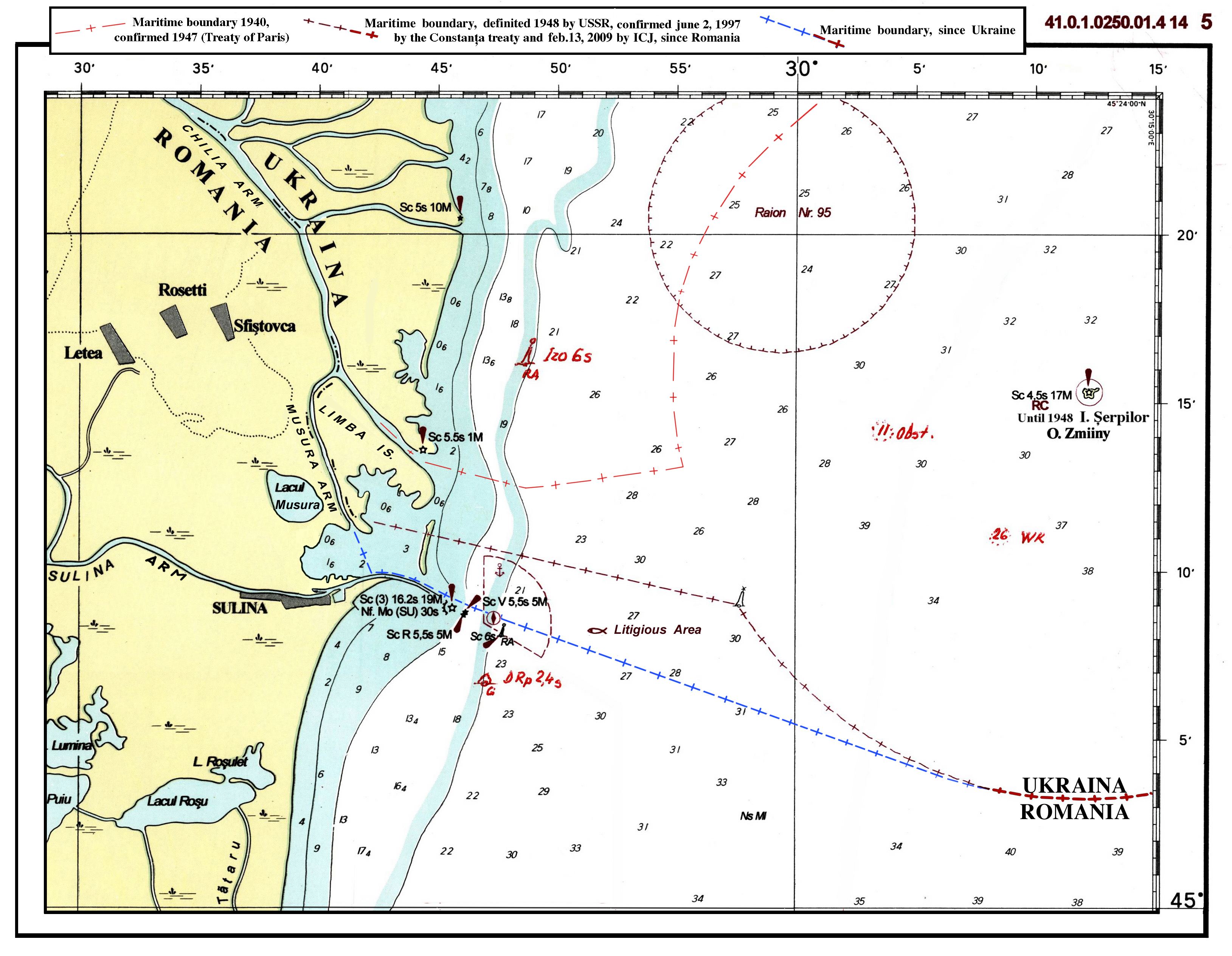
Frontiera maritimă în dreptul ostrovului Limba: Ucraina a pus de facto balize frontaliere de-a lungul digului nord al Brațului Sulina, în timp de frontiera de jure (de drept) este mai la nord

Ostrovul Limba este o insulă (ostrov) situată la gurile brațului Chilia, a cărei evoluție geomorfologică condiționează traseul frontierei româno-ucrainene în dreptul portului Sulina. Ea aparține astăzi Ucrainei.

## Geografie
Geomorfologic vorbind, actualul ostrov Limba este foarte recent: el s-a format în prima jumătate a secolului al XX-lea, fiind atunci în componența României. Dar pe Harta Principatelor Unite ale României (Iași, 1865) de Pr. George Filipescu-Dubău și Anton Parteni-Antonin apare denumirea de "Ins. Limba" pentru o porțiune de aluviuni care corespunde astăzi cu partea de nord a ariei Popina la sud-est de Periprava și la nord de canalul Drumul Drâmbei.

## Istoric
După ocuparea de către URSS a Basarabiei și Bucovinei de Nord la 28 iunie 1940, armata sovietică a ocupat și Ținutul Herța și ulterior și 6 insule de la sud de talvegul brațului Chilia. Pentru a delimita noua frontieră și a clarifica neînțelegerile, comisarul adjunct al Comisariatului Afacerilor Externe al Uniunii Sovietice, Vladimir Dekanozov, i-a transmis, la 17 august 1940, ambasadorului român la Moscova, Grigore Gafencu, că statul sovietic dorește întrunirea la Moscova a unei comisii mixte. Delegația română condusă de generalul Constantin Sănătescu a avut instrucțiuni de a negocia linia de frontieră așa cum era trasată aceasta pe harta anexă ce însoțise ultimatumul din 26 iunie 1940.
Discuțiile româno-sovietice s-au purtat în perioada 6 septembrie - 24 octombrie 1940 și s-au dovedit a fi foarte dificile, deoarece partea sovietică contesta granița româno-rusă existentă între 1877 și 1918 la gurile Dunării, pe talvegul brațului Chilia. Conducătorul delegației sovietice, generalul Matvei Malanin a afirmat că România este stăpână pe două brațe ale Dunării: Sulina și Sfântul Gheorghe și poate să-și asigure complet navigația pe Dunăre pe brațul Sulina. Prin urmare, statul român nu ar trebui să aibă pretenții asupra brațului Chilia, care ar urma să revină URSS-ului.
Nemulțumiți de faptul că delegația română refuza să accepte acest punct de vedere, în noaptea de 25/26 octombrie 1940, la ora 1, patru monitoare sovietice au debarcat trupe pe ostroavele Daleru Mare și Salangic. A avut loc o luptă scurtă, în urma căreia au murit 6 militari români, iar trupele române au fost silite să se retragă, fiind depășite numeric de sovietici. În cursul zilei de 26 octombrie, trupele sovietice au ocupat insulele Tătaru Mare, Daleru Mic și Maican, iar la 5 noiembrie au ocupat și insula Limba din golful Musura. Delegația sovietică a pus România în fața faptului împlinit, ocupând cu forța șase insule de pe brațul Chilia, totalizând un teritoriu de peste 23,75 km². Astfel, a fost ocupat și brațul Chilia, linia de frontieră fiind mutată unilateral pe brațul Musura. Ministerul de Externe al României a depus un protest la Moscova față de această ocupare, la care comisarul adjunct pentru afaceri străine al URSS, Andrei Vîșinski, și-a exprimat speranța că "România nu va stărui în protestul său, pe care guvernul sovietic nu-l poate accepta". El a declarat că aceste insule nu au nici o valoare pentru România, însă ele sunt extrem de importante pentru URSS.
După declanșarea războiului antisovietic, la 21 iulie 1941 unități militare române ale Diviziei 10 infanterie au trecut Dunărea, eliberând în scurt timp orașele Ismail, Chilia Nouă și Vâlcov, iar peste cinci zile întreg sudul Basarabiei împreună cu gurile Dunării erau eliberat de sub sovietici. După încheierea armistițiului cu URSS în anul 1944, grănicerii sovietici au reocupat fără lupte toate insulele situate la sud de șenalul navigabil principal al brațului Chilia.
La data de 4 februarie 1948, prim-ministrul Republicii Populare Române, dr. Petru Groza și ministrul de externe al URSS, Viaceslav Molotov, au semnat la Moscova "Protocolul referitor la precizarea parcursului liniei frontierei de stat între România și URSS", care, cu toate că invoca Tratatul de pace de la Paris din 1947, a permis, contrar prevederilor acestui Tratat, intrarea în componența URSS a mai multor insule românești, deoarece în cursul acțiunii de delimitare pe teren a frontierei, mergându-se pe talvegul brațului Chilia, în mai multe rânduri s-a luat ca frontieră nu talvegul, ci brațe laterale pe partea dreaptă, trecând de partea sovietică nu numai ostroavele Coasta Dracului (Tătarul mic), Dalerul mare, Dalerul mic și Maican, ci și Ostrovul Limba de la gurile brațului Chilia, ceea ce prelungea linia frontierei prin golful Musura spre Sulina. În schimb, ostroavele Tatomirului (Tătarul mare sau Tatanir) și Cernofcăi, și ele ocupate în 1944, sunt oficial recunoscute ca aparținând României, grănicerii sovietici retrăgându-se din ele.
Acest protocol nu a fost niciodată ratificat de către România. Cu toate acestea, la data de 25 noiembrie 1948, reprezentanții ministerelor de externe din cele două țări (Nikolai P. Șutov, prim-secretar la Ambasada U.R.S.S. din București și Eduard Mezincescu, ministru plenipotențiar) au semnat chiar la fața locului, la bordul unei șalupe sovietice, un proces-verbal prin care s-a stabilit frontiera româno-sovietică pe canalul Musura, aflat la vest de Ostrovul Limba și de Brațul Chilia.
Aceste documente au fost păstrate mult timp secrete astfel că în martie 1949, căpitanul-comandor Copaciu, membru al comisiei de delimitare a frontierelor, a fost arestat pentru că nu recunoștea URSS-lui Ostrovul Limba, Insula Șerpilor și nici celelalte ostroave de pe Brațul Chilia.
După ocuparea ostrovului Limba, în mai multe rânduri, pescarilor români surprinși de furtuni în zonă nu li s-a permis să se adăpostească pe ostrov, fiind refulați de către grănicerii sovietici.
Situația nu a fost oficializată decât odată cu semnarea la București la 27 februarie 1961, a Tratatului încheiat între Guvernul Republicii Populare Romîne și Guvernul Uniunii Sovietice cu privire la regimul frontierei româno-sovietice, de colaborare și asistență mutuală.
Documentele din anii 1948-1949 au fost ratificate la data de 20 iunie 1961 la propunerea lui Gheorghe Gheorghiu-Dej (pe atunci președinte al Consiliului de Stat) doar de către Consiliul de Stat al Republicii Populare Romîne.
Din punct de vedere juridic, cele două înțelegeri bilaterale (protocolul și procesul verbal de predare) semnate între România și URSS sunt neconstituționale, fiind astfel nule și neavenite pentru dreptul internațional. Orice înțelegere bilaterală prin care se cedau porțiuni din teritoriul românesc, nu putea să intre în vigoare, fără ratificarea ei de către Parlamentele celor două țări (în acele vremuri Sovietul Suprem al URSS, respectiv Marea Adunare Națională a României), lucru care nu s-a întâmplat. Astfel, se consideră conform dreptului constituțional că ostrovul Limba nu a fost înstrăinat de jure.
Numai tratatul frontalier româno-ucrainean de la Constanța din 2 iunie 1997, intrat în vigoare la 22 octombrie 1997, a oficializat de jure apartanența ostrovului Limba la Ucraina.

## Ostrovul Limba, aluvionarea și traseul frontierei
Aluvionarea în dreptul ostrovului Limba și extinderea naturală a acestuia spre sud în locul fostului golf Musura constituie, conform poziției ucrainene, un motiv pentru a prelungi spre sud frontiera până la digul Nord al brațului Sulina, dig care astfel, la răsărit de farul Nord, ar deveni frontalier. Partea română susține însă că frontiera trece la echidistanță de ostrovul Limba și de malul sudic al golfului Musura așa cum erau în anul 1997 în momentul semării Tratatului frontalier de la Constanța, apoi la echidistanță de talvegul brațului Chilia-Stambulul Nou și de digul Nord al brațului Sulina. Un nou litigiu a apărut astfel, traseul care va fi adoptat condiționând atât apartenența noilor ostroave încă nedenumite, în proces de constituire în sud-estul ostrovului Limba și între gura brațului Chilia și cea a brațului Sulina, cât și o parte din apele teritoriale din apropierea imediată a gurilor Dunării, până la linia delimitată la data de 3 februarie 2009 prin decizia nr. 2009/9 a CIJ de la Haga.